# 旅順南路

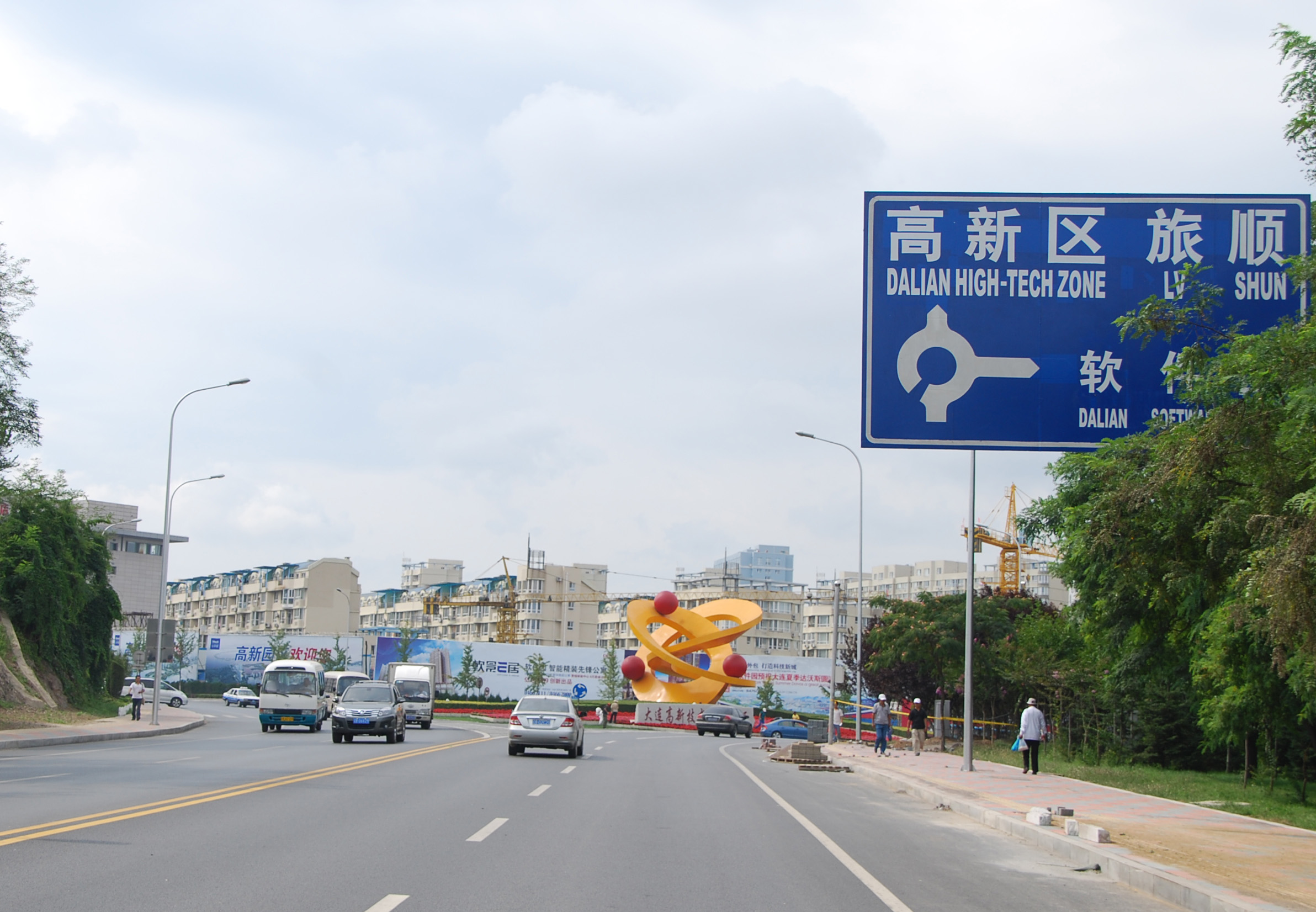
旅順南路を黒石礁からスタートしてすぐ、学苑広場を通る。

旅順南路（りょじゅんなんろ）は中国遼寧省大連市にある旅順軍港と大連の市中心を結ぶ3つの道路の内、最も南の、黄海沿岸を行く道路である。G201国道（鶴崗～佳木斯～通化～大連～旅順）の最終段で、距離は約40キロメートルある。

## 概要
現在の大連市の約南半分が日本の租借地であったころ、旅順軍港と大連の市中心を結ぶ3つ戦略道路が作られ、その後も拡張されている。
- 旅順北路

旅順港から北へ向かい、水師営を過ぎて、しばらくして渤海海岸と平行に東へ向かい、大連国際空港経て、大連市中心部へ。
- 旅順中路

山の中を通り、黄河路・西安路ショッピング街を経て、市中心部へ。
- 旅順南路

白銀山トンネルを経て、最も南の黄海沿岸に沿って、黒石礁・星海広場を経て、市中心部へ。
- 郭水公路支線

21世紀になって完成した支線で、旅順南路の郭家から、旅順口区政府新ビル・水師営を経て、旅順開発区・旅順新港まで。別名：新城大街。
このうち旅順南路が最も早く1922年に整備され全通し、  最も美しく、活発な地帯を通り、市中心部から中山路を経て、黒石礁と呼ばれるところから旅順南路になり、旅順軍港まで全体で約32キロメートルある。現在は完全舗装されていて、ほぼ片側3車線あり、以前は有料道路であったが、2005年より無料になっている。

### トンネル
旅順南路には2つのトンネルがあり、双方とも現在西行き（旅順方面行き）のトンネルは1922年に竣工したもので1車線、入口が急カーブなので速度を落して注意深く通過する必要があり、東行き（大連方面行き）は21世紀になって完成したもので2車線、速度を落さずに通過できる。
- 黄泥川トンネル（旧名：老座山トンネル、西行きは254m、東行きは推定330m）

老座山の下を通るこのトンネルは、遼寧省で最初の近代的な道路トンネルであった。 
- 白銀山トンネル （大連方面行きは390m）

## おもな通過地点
大連市中心部から旅順に向かって、現在は次のようなところを通過する。
- 大連中山広場を出る時から黒石礁ごろまでは、中山路と呼ばれている
- 大連駅前・青泥窪橋
- 大連森ビル（森茂大廈）
- 大連市人民政府ビル・大連人民広場
- 馬欄河、台山（大連富士）[5]、会展中心（大連博覧広場）、星海広場
- 大連医科大学第二医院、星海公園
- 黒石礁
- 東北財経大学と学苑広場（ここから右へ折れると大連ソフトウェアパークへ）
- 大連海事大学
- 大連ハイテクゾーン（大連高新技術産業園区）
- 河口鎮と小平島
- 大連ソフトウェアパーク第2期（アセンダスITパーク、東軟国際ソフトウェアパーク、大連天地ソフトウェアパーク）
- 黄泥川鎮 [6]
- 黄泥川水庫（旧名：老座山水庫）と黄泥川トンネル（老座山をくぐる）
- 龍王塘鎮政府ビル前（ここから小道を右へ折れると龍王塘桜花園へ至る）
- 郭水公路交差点（ここから右へ行くと、新しい旅順口区政府ビルを経て水師営へ）
- 郭家鎮と塔河湾海水浴場と藍湾リゾート
- 塩場、大連医科大学と大連外国語大学
- 白銀山トンネル
- 旅順市街区と白玉山
- 旅順駅・旅順軍港

大連市は旅順南路に沿って「旅順南路ソフトウェア産業帯」を建設中で、いま東側から黄泥川までの建設が始まっている。黒石礁から小平島前まで延長された路面電車（202路）は、近い将来旅順南路に沿って旅順まで延長される予定である。

### 現代の写真集

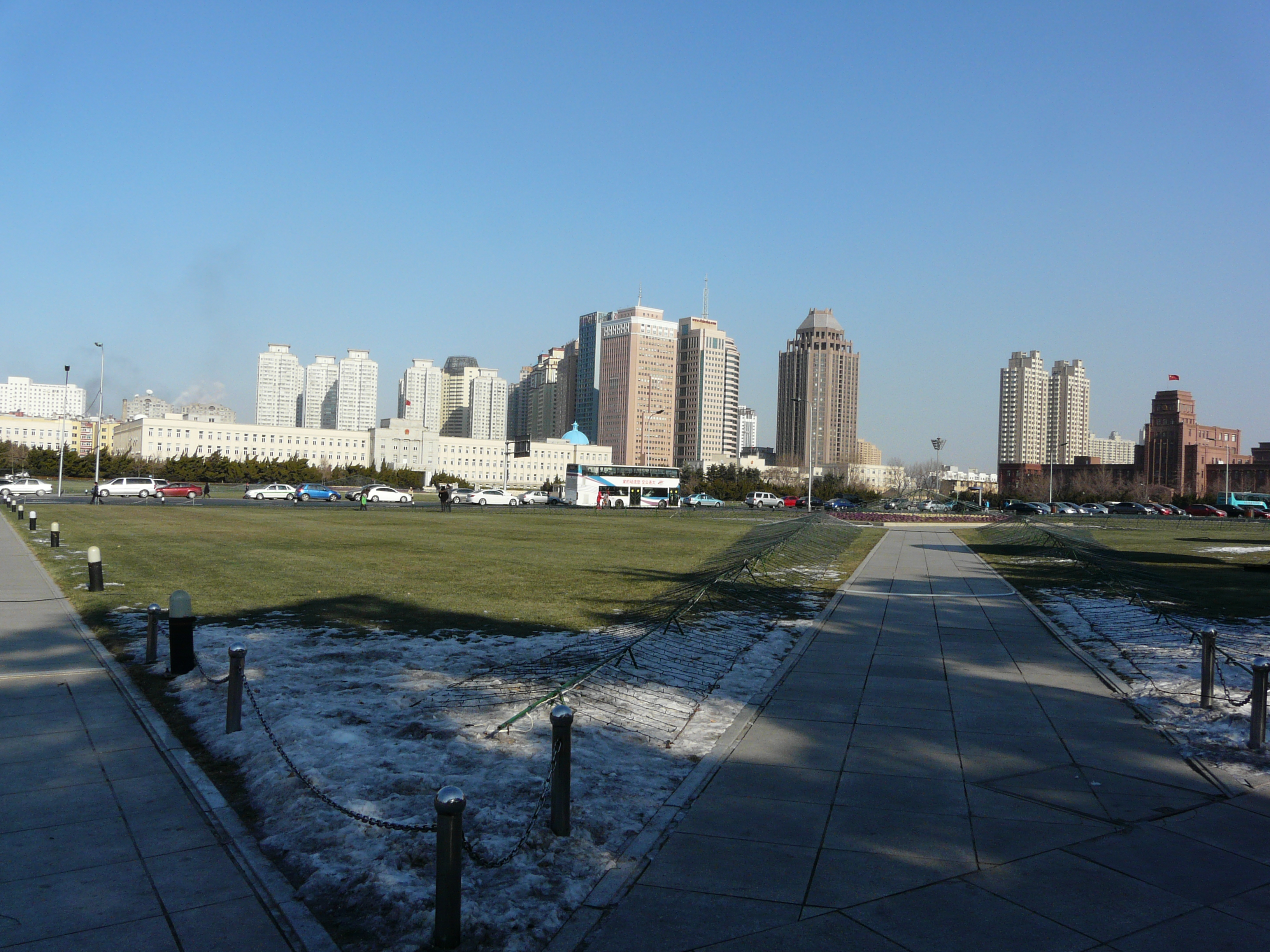
人民広場と大連市政府庁舎
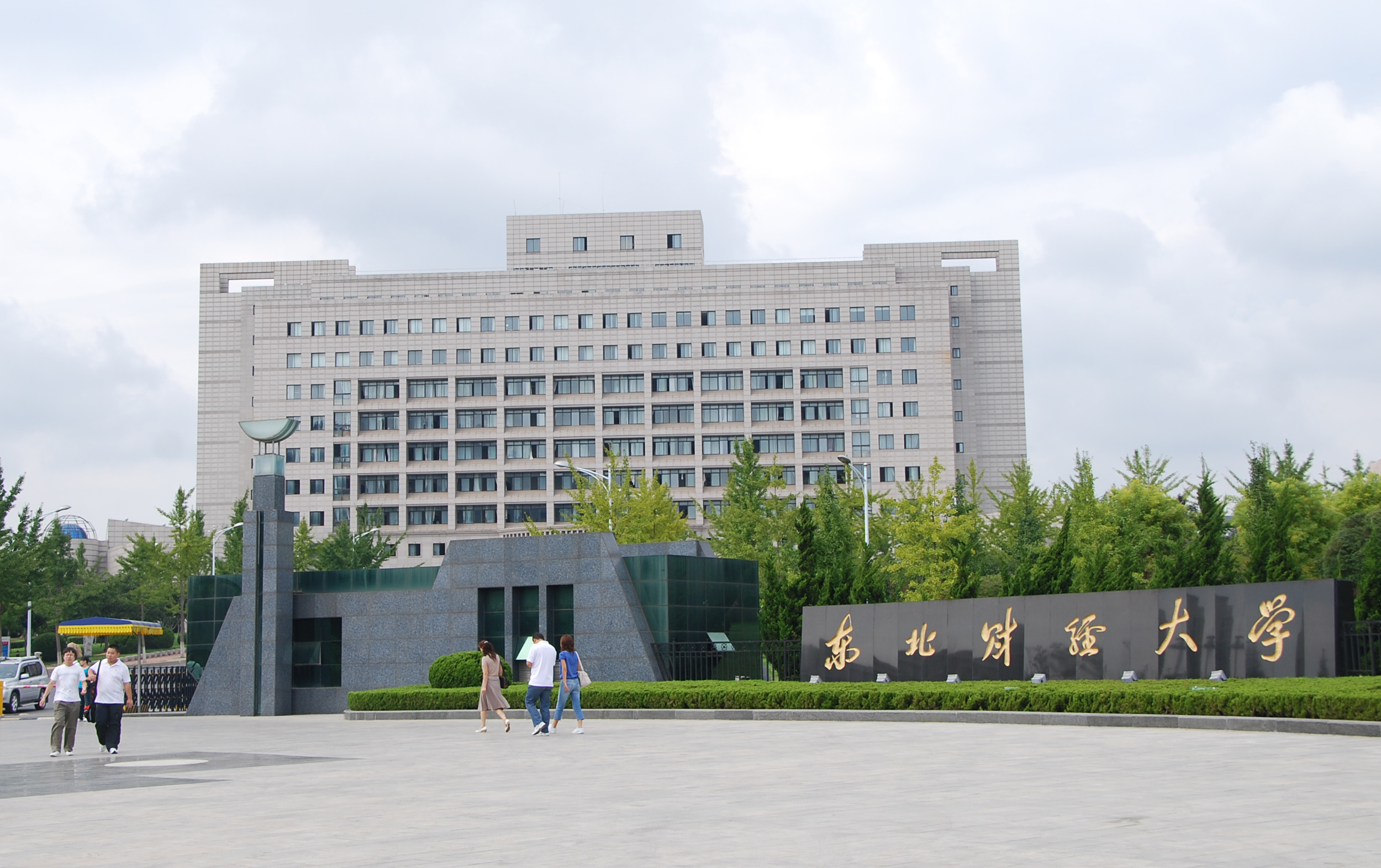
東北財経大学
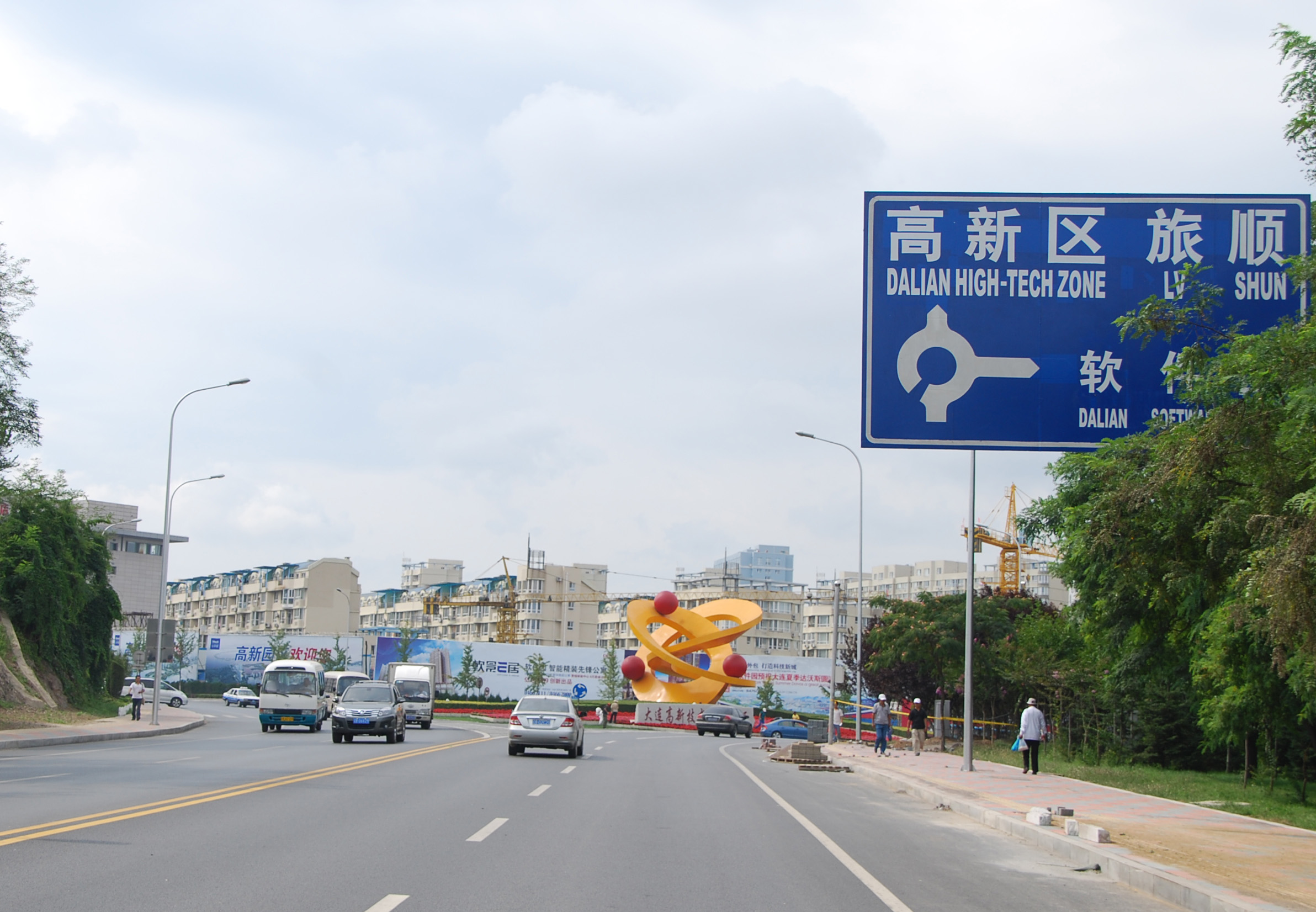
学苑広場
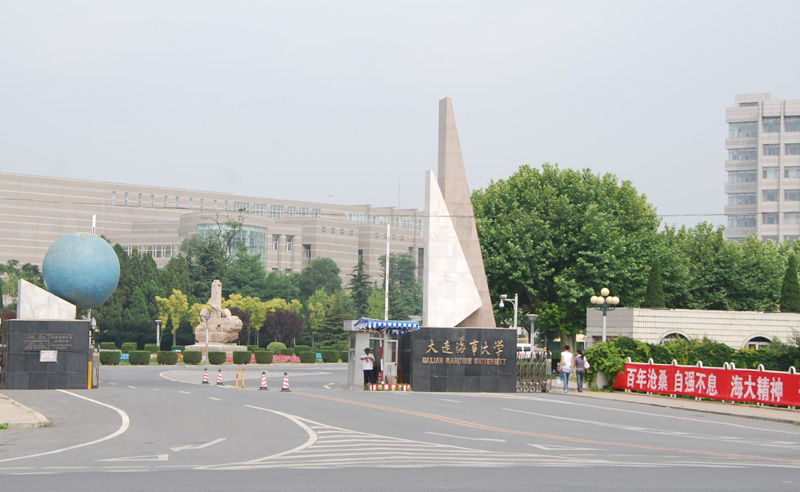
大連海事大学の旧入口
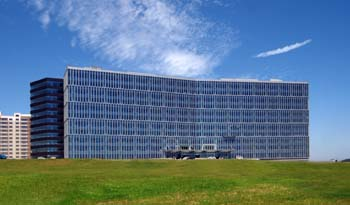
大連ソフトウェアパーク・アセンダスITパーク
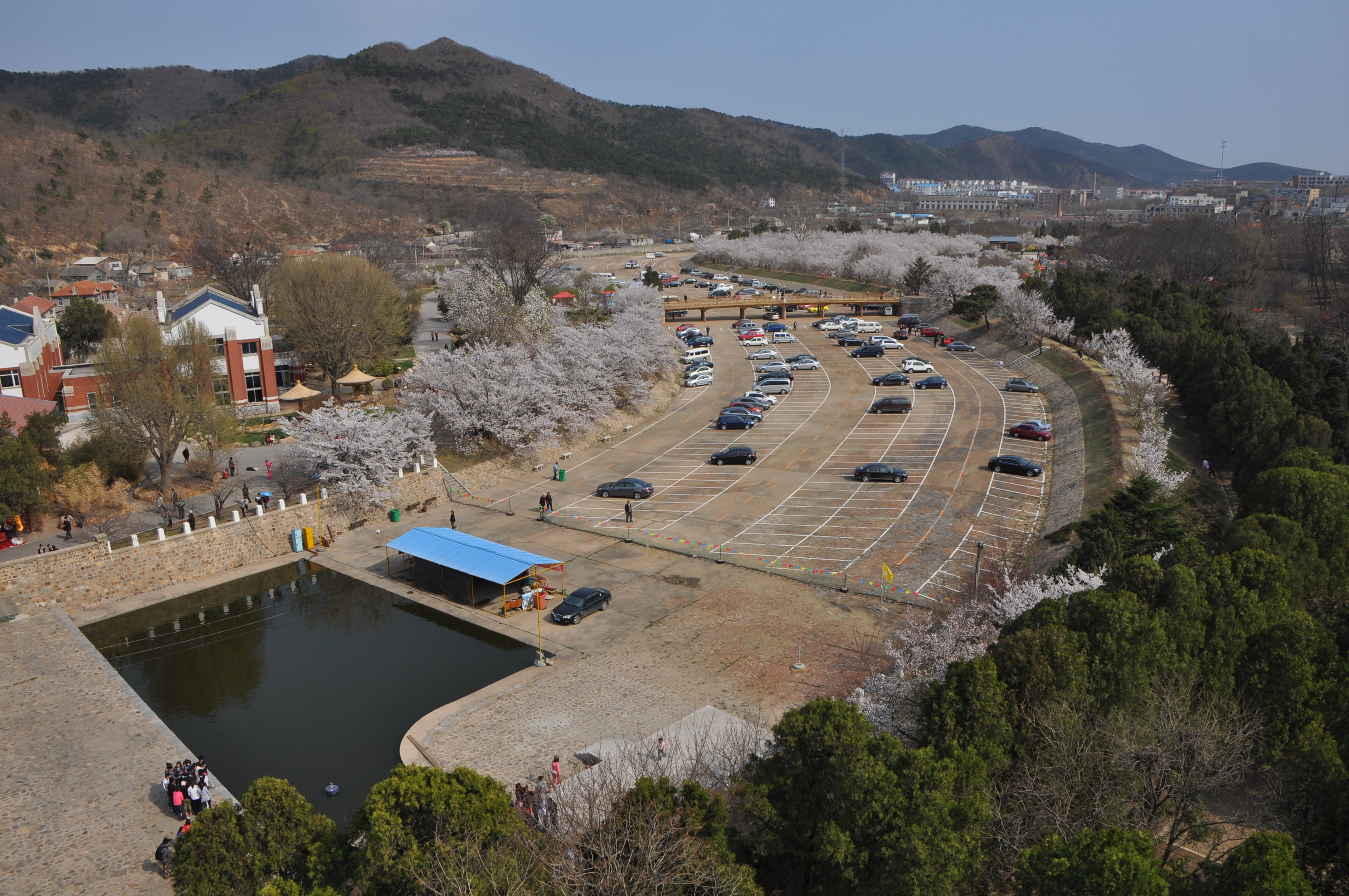
龍王塘桜花園
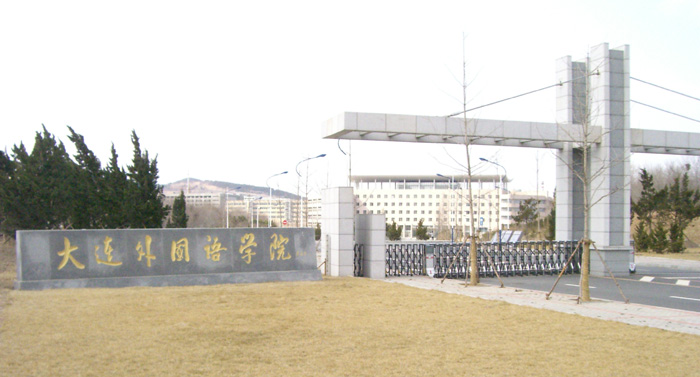
大連外国語大学（旅順）
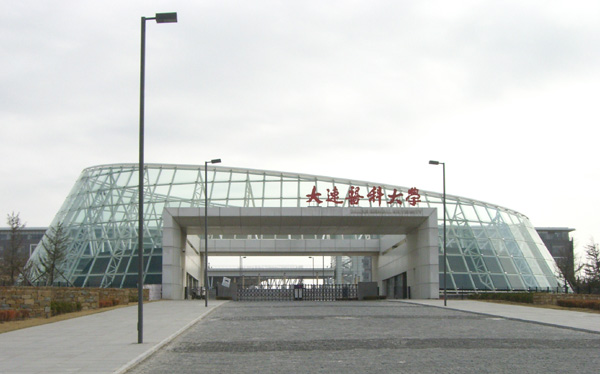
大連医科大学（旅順）

## 旅大八景
日本の租借地時代のころ、金州古八景に倣った旅順南路に沿った「旅大八景」が作られている。  大連市中心部から旅順に向かって、
- 星ヶ浦（現在の星海公園）
- 黒石礁
- 凌水寺（大連海事大学付近）
- 小平島
- 蔡大嶺（レストラン「世外桃源」付近）
- 龍王塘（龍王塘桜花園のある所）
- 玉ノ浦（塔河湾・藍湾）
- 白銀山

## 参考
1. ↑  日清・日露の両大戦では、日本軍の旅順港攻撃は金州からこの道路に沿って展開された。
2. ↑  日露戦争の旅順攻撃で日本軍初めてロシア軍に勝った戦いは、ここの峠で行われ、四国連隊が中心だったためそこは「剣山」と名付けられ、その石碑はいま旅順の日露監獄の倉庫にあり、見ることもできる。
3. ↑   黄泥川の歴史 （中国語）
4. ↑  遼寧省の一番目の道路トンネル
5. ↑   旅順南路から見た台山（大連富士）の写真
6. ↑   黄泥川が起点の地図 （中国語）
7. ↑  旅順中学校開校百周年記念誌（東京で発行、2009年）